# Kallojärvi (Karesuando socken, Lappland, 758259-176215)
Kallojärvi är en sjö i Kiruna kommun i Lappland och ingår i Torneälvens huvudavrinningsområde. Sjön har en area på 0,466 kvadratkilometer och ligger 461 meter över havet. Sjön avvattnas av vattendraget Iso Torisjoki.

## Delavrinningsområde
Kallojärvi ingår i det delavrinningsområde (758767-176567) som SMHI kallar för Mynnar i Myllyjoki. Medelhöjden är 464 meter över havet och ytan är 21,9 kvadratkilometer. Det finns inga avrinningsområden uppströms utan avrinningsområdet är högsta punkten. Iso Torisjoki som avvattnar avrinningsområdet har biflödesordning 5, vilket innebär att vattnet flödar genom totalt 5 vattendrag innan det når havet efter 464 kilometer. Avrinningsområdet består mestadels av skog (54 procent) och sankmarker (41 procent). Avrinningsområdet har 1,05 kvadratkilometer vattenytor vilket ger det en sjöprocent på 4,8 procent.